# Polynoe laevis
Polynoe laevis är en ringmaskart som beskrevs av Jean Victor Audouin och Milne Edwards 1832. Polynoe laevis ingår i släktet Polynoe och familjen Polynoidae. Inga underarter finns listade i Catalogue of Life.